# رایموند تورنه
رایموند تورنه (به انگلیسی: Raymond Thorne) (زادهٔ ۲۹ آوریل ۱۸۸۷) شناگر اهل ایالات متحده آمریکا است.